# Kurt-Asle Arvesen

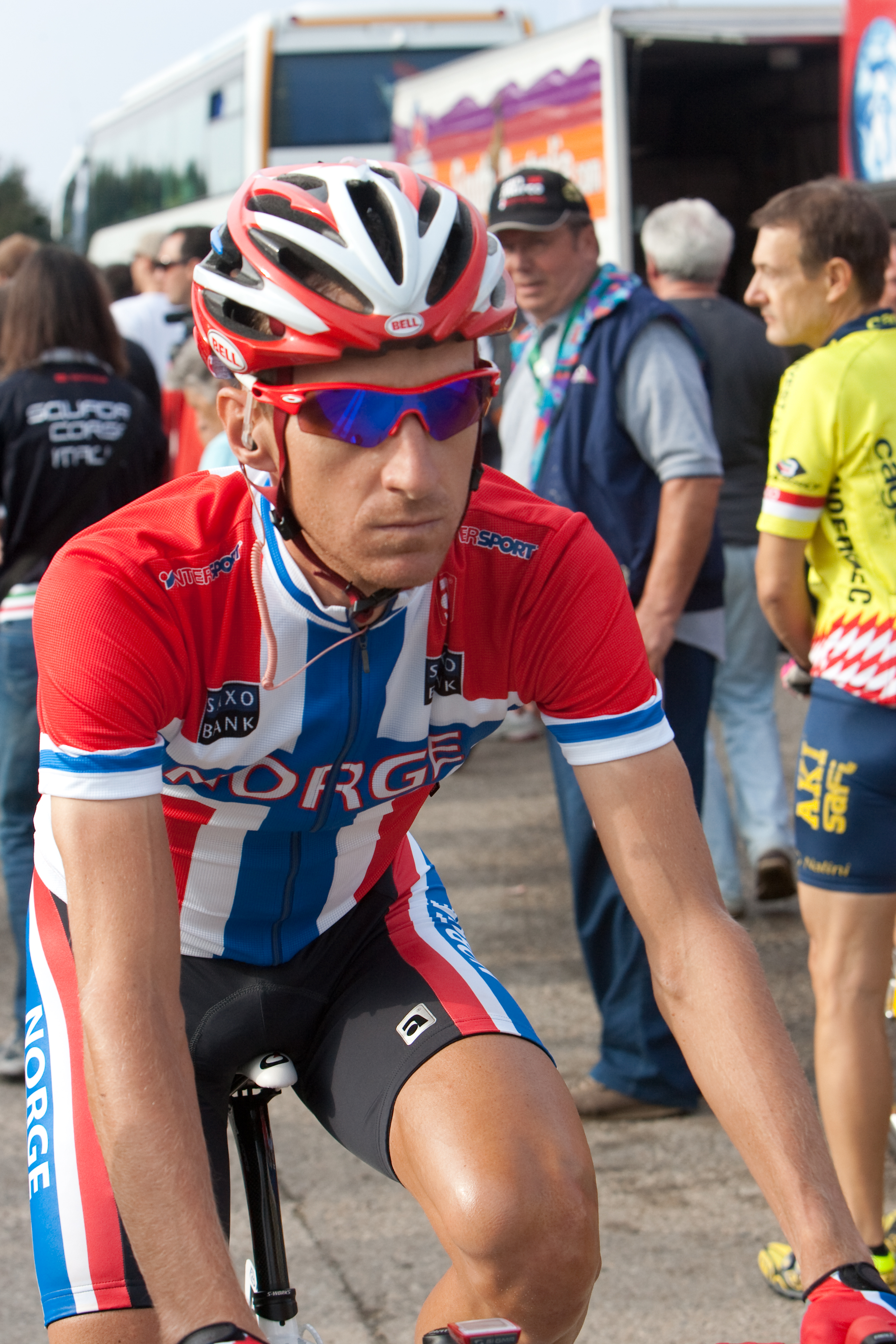
Kurt Asle Arvesen under världsmästerskapen 2009 i Mendrisio, Schweiz.

Kurt Asle Arvesen, född 9 februari 1975 i Molde, är en norsk före detta professionell tävlingscyklist. Han tävlade för det danska stallet Team Saxo Bank, f.d Team CSC, mellan 2004 och 2009. Inför säsongen 2009 lämnade han Team Saxo Bank och blev kontrakterad av Team Sky.

## Amatörkarriär
Kurt Asle Arvesen vann U23-världsmästerskapen i San Sebastián 1997. På andra plats slutade den spanske spurtaren Oscar Freire. Arvesen blev professionell året därpå med det italienska stallet Asics.

## Proffskarriär
Arvesen bytte arbetsgivare till Davide Boifavas stall Riso Scotti-Vinavil 1999. Där blev han stallkamrat med bland annat Ivan Basso, som hade varit stagiaire i Asics i slutet av 1998. Han fick med andra ord prova på att vara professionell. Riso Scotti-Vinavil bytte namn till Amica Chips-Tacconi Sport inför säsongen 2000. Arvesen gjorde inga stora resultat under sina tre år i Italien och norrmannen valde att tävla för det danska stallet Team Fakta, med vilka han bland annat vann en etapp på Giro d'Italia 2003.
När Team Fakta lade ned sin verksamhet inför säsongen 2004 kontrakterades Kurt Asle Arvesen av Team CSC, där han återigen blev stallkamrat med italienaren Ivan Basso.
Arvesen vann CSC Classics 2004. Han vann det danska loppet GP Herning i maj 2007. Nästa vinst i Danmark kom redan i augusti när han segrade totalt på Danmark runt. Han hjälpte också Ivan Basso att sluta tvåa i Tour de France sammanställning det året, trots att han kraschade vid ett flertal tillfällen under tävlingens gång.
Under Tour de France 2005 var Arvesen nära att ta en etappseger efter en lång utbrytning med 16 andra cyklister. I slutändan var det bara Kurt Asle Arvesen och den italienske cyklisten Paolo Savoldelli kvar inför spurten, dock var Savoldelli för stark för Arvesen.
Under april 2006 kraschade Arvesen i en bil men fick inga allvarliga skador. Mindre än en vecka senare kunde han starta i Rund um den Henninger Turm, men avslutade inte loppet. Senare på säsongen vann han Ster Elektrotoer.
Arvesen har vunnit två etapper på Giro d'Italia, den första tog han den 20 maj 2003 och exakt fyra år senare kom nästa etappseger i samma lopp, som han vann framför Paolo Bettini.
I mars 2008 vann Kurt Asle Arvesen den belgiska tävlingen E3 Prijs Vlaanderen. I juni samma år blev Arvesen norsk nationsmästare på linjelopp. 
Kurt Asle Arvesen tog sin första Tour de France-seger när han segrade framför bland annat Martin Elmiger och Alessandro Ballan på etapp 8 av Tour de France 2008.
I juni 2009 slutade Kurt-Asle Arvesen tvåa på de norska nationsmästerskapen i tempolopp bakom Edvald Boasson Hagen. Några dagar senare stod Kurt-Asle Arvesen högst upp på prispallen när han vann nationsmästerskapens linjelopp framför Alexander Kristoff och Thor Hushovd.
Kurt-Asle Arvesen lämnade Saxo Bank efter säsongen 2009 och började tävla för Team Sky.

## Stall
- Asics-C.G.A. 1998
- Riso Scotti-Vinavil 1999
- Amica Chips-Tacconi Sport 2000
- Team Fakta 2001–2003
- Team CSC 2004–2008
  -  Team Saxo Bank 2009
- Team Sky 2010–2011